# Sizilianische Sumpfschildkröte
Die Sizilianische Sumpfschildkröte (Emys trinacris) ist eine Schildkröten-Art aus der Gattung Emys. Die Art wurde erst im Jahre 2005 aufgrund phylogenetischer Untersuchungen erstbeschrieben. Morphologisch ähnelt sie stark den auf dem italienischen Festland beheimateten Exemplaren der Unterart Emys orbicularis galloitalica der Europäischen Sumpfschildkröte.

## Beschreibung
Die Sizilianische Sumpfschildkröte ist kleiner als ihre nächsten Verwandten. Die maximale Länge des Rückenpanzers (Stockmaß) beträgt 14,5 Zentimeter, seine Grundfarbe ist dunkelgrau bis oliv. Strahlenförmige feine gelbe Linien verlaufen auf den Rückenschilden. Der Bauchpanzer ist entweder überwiegend oder vollständig gelb gefärbt. Die Schilde an den Rändern weisen einen schmalen, dunklen Saum auf. Im Vergleich mit Emys orbicularis ist der Rückenpanzer weniger lang gestreckt, sondern oval und nach hinten ausladend.

## Vorkommen
Das Verbreitungsgebiet von Emys trinacris ist Sizilien. Darauf deutet nicht nur der deutsche Name, sondern auch das wissenschaftliche Artepitheton trinacris nach dem alten Namen „Trinakria“ für Sizilien hin. Möglicherweise wurde auch das angrenzende Kalabrien im südlichen Festlandteil Italiens von dieser Art besiedelt.
Die Sizilianische Sumpfschildkröte kommt im Tiefland sowie in den Bergen bis in 1400 Meter über dem Meer vor. Typuslokalität ist der Lago Gian Fenaro, ein See nahe dem Pass Pizzo Laminaria auf den Nebrodi-Bergen im Norden Siziliens. Das Typusexemplar, ein adultes Männchen, wird im Museo Zoologico „La Specola“ in Florenz aufbewahrt.

## Lebensweise
Über die Lebensweise sind noch keine Daten verfügbar, vermutlich ähnelt sie der von Emys orbicularis.

## Belege

## Weiterführende Literatur
- Uwe Fritz, Tiziano Fattizzio, Daniela Guicking, Sandro Tripepi, Maria Grazia Pennisi, Peter Lenk, Ulrich Joger & Michael Wink: A new cryptic species of pond turtle from southern Italy, the hottest spot in the range of the genus Emys (Reptilia, Testudines, Emydidae). Zoologica Scripta, 34, 4, S. 351–371, 2005 doi:10.1111/j.1463-6409.2005.00188.x (Erstbeschreibung).
- Uwe Fritz, Stefania D’Angelo, Maria Grazia Pennisi, Mario Lo Valvo: Variation of Sicilian pond turtles, Emys trinacris - What makes a species cryptic? Amphibia-Reptilia, 27, 4, S. 513–529, 2006 doi:10.1163/156853806778877095